# 辛子馥
辛子馥（499年—550年），字元颖，陇西郡狄道县（今甘肃省定西市临洮县）人，北魏、东魏官员。

## 生平
辛子馥很早就有学问品行。孝昌初年，辛子馥以南司州龙骧府录事参军为起家官，给父亲辛穆守丧时很有礼，后出任给事中、南冀州防城都督。辛子馥素来为元子攸所赏识，等到魏孝庄帝即位，辛子馥出任宣威将军、尚书右主客郎中，持节为南济州、冀州、济州、青州四州慰劳使，很快出任宁朔将军、员外散骑常侍，仍然兼领郎中。太宰元天穆征讨邢杲，引荐辛子馥出任行台郎中，辛子馥很快出任平原相。辛子馥和父亲辛穆都在平原郡任职，官吏百姓归向他们而安居乐业。永安二年（529年），元颢攻入洛阳，辛子馥不接受元颢的赦免，南冀州刺史元仲景归附元颢，将辛子馥拘捕，并拘禁了辛子馥的家人。魏孝庄帝重新执政，诏令封辛子馥为三门县开国男，食邑二百户。天平年间，辛子馥出任东南道行台左丞、州开府长史，又入朝出任太尉府司马。长白山连接三齐地区，瑕丘是几个州的边界，有很多盗贼。辛子馥受命去核查，因而辨明山谷的要害，适宜设立堡垒的地方。各个州的豪门家族在长白山冶炼铸造，奸邪的党徒大多依附他们，又秘密打造兵器，辛子馥也请求破坏取缔冶炼金属的作坊，朝廷认为他的建议很好并采纳了。辛子馥回朝后担任尚书右丞，又外任清河郡太守，武定八年（550年）在清河郡去世。辛子馥以春秋三传的经相同而注解各异，于是汇集为一部，传和注一同列出，考核评定长短，未及完成就去世。

## 家庭

### 父母
- 辛穆，北魏持节、后将军、幽州刺史、贞简侯[3]
- 天水尹氏，新阳县五等男尹孟瑜之女[3]

### 兄弟
- 辛子华，东魏右光禄大夫

### 夫人
- 河东柳氏，豫州主簿柳真道之女[3]

### 子女
- 辛德维，东魏司徒行参军
- 辛德源，隋朝蜀王谘议参军